# Divonne-les-Bains
Divonne-les-Bains è un comune francese di 10 281 abitanti situato nel dipartimento dell'Ain della regione dell'Alvernia-Rodano-Alpi. Nel suo territorio ha origine il fiume Valserine.

## Società

### Evoluzione demografica

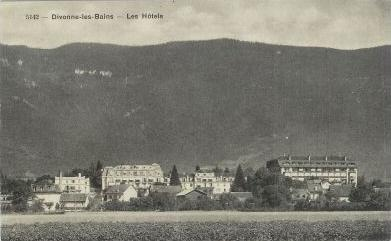
Cartolina del 1920

Abitanti censiti